# 誰か故郷を想わざる (テレビドラマ)
『誰か故郷を想わざる』（だれかこきょうをおもわざる）は、1977年9月5日 - 11月4日にTBS「花王 愛の劇場」枠にて放送された昼ドラマである。

## キャスト
- 涼子 - 松本留美
- 隆一 - 有川博
- 露原千草
- 牧れい

## スタッフ
- 歌 - 島倉千代子
- 制作 - 松竹、TBS